# Kortstjärtad smaragd
Kortstjärtad smaragd (Chlorostilbon poortmani) är en fågel i familjen kolibrier.

## Utseende
Kortstjärtad smaragd är en liten och kompakt kolibri. Hanen är helt glittrande smaragdgrön med mörk stjärt. Honan är grönaktig ovan med gråare strupe, mörk kind och ett tunt vitt ögonstreck. 

## Utbredning, systematik och status
Kortstjärtad smaragd delas in i två underarter med följande utbredning:
- C. p. poortmani – förekommer i östra Andernas östsluttning i Colombia och nordvästra Venezuela
- C. p. euchloris – förekommer i fuktiga bergsskogar i centrala Colombia

## Levnadssätt
Kortstjärtad smaragd hittas i olika beskogade miljöer. Den ses ofta födosöka vid stånd av blomoor på låg till medelhög höjd. Arten hittas på lägre nivåer än den i övrigt mycket lika arten smalstjärtad smaragd.

## Status
Arten har ett stort utbredningsområde och beståndet anses vara stabilt. Internationella naturvårdsunionen IUCN listar den därför som livskraftig (LC).

## Namn
Fågelns vetenskapliga artnamn hedrar Théodore Poortman (1804-1863), en fransk fågelskådare och taxidermist.